# أمبير نيلسون
أمبير نيلسون (بالإنجليزية: Amber Neilson)‏ (14 ديسمبر 1984 بأستراليا - ) هي لاعبة كرة قدم أسترالية في مركز الوسط. شاركت مع منتخب أستراليا لكرة القدم للسيدات. أما مع النوادي، فقد لعبت مع Newcastle Jets FC (W-League) ‏.

## وصلات خارجية
- أمبير نيلسون على موقع الاتحاد الدولي (مؤرشف)  (الإنجليزية)
- أمبير نيلسون على موقع قاعدة بيانات كرة القدم.إي يو (الإنجليزية)
- أمبير نيلسون على موقع Soccerway.com (الإنجليزية)